# Libnotes (Libnotes) citrivena
Libnotes (Libnotes) citrivena is een tweevleugelige uit de familie steltmuggen (Limoniidae). De soort komt voor in het Oriëntaals gebied.